# Джероними, Клайд
Клито «Клайд» Энрико Джероними (англ. Clito "Clyde" Geronimi) (12 июня 1901, Кьявенна — 24 апреля 1989, Ньюпорт-Бич), известный как Джерри Джероними (англ. Gerry Geronimi) — американский режиссёр анимации. Он наиболее известен своей работой в Walt Disney Productions.

## Биография
Джероними родился в Кьявенне, Италия, и в детстве иммигрировал в Соединённые Штаты.  Самая ранняя работа Джероними в анимации была для студии J.R. Bray Studios, где он работал с Уолтером Ланцем. После роспуска студии Bray в 1928 году Джероними последовал за Ланцем в его собственную студию Walter Lantz Productions, создавая мультфильмы для Universal Pictures. Джероними покинул студию Lantz в 1931 году, чтобы присоединиться к Walt Disney Productions, где он оставался до 1959 года. Джероними начинал в отделе короткометражек как аниматор, а со временем стал режиссёром. Его короткометражный мультфильм 1941 года «Лапа помощи» получил премию «Оскар» за лучший анимационный короткометражный фильм.
Джероними занялся режиссурой полнометражных мультфильмов после окончания Второй мировой войны, в основном работая на Walt Disney Productions. Он был одним из режиссёров мультфильмов «Бэмби», «Золушки», «Алисы в Стране чудес», «Питера Пэна», «Леди и Бродяги», «Спящей красавицы» и «101 далматинца».
После того, как Джероними покинул Disney в 1959 году, он несколько лет работал на телевидении (в основном в UPA), включая режиссуру многих эпизодов мультсериала 1967 года о Человеке-пауке. Он ушёл из анимации где-то в конце 1960-х и создавал иллюстрации для детских книг.
Джероними получил в 1979 году премию Уинзора Маккея от Международного общества анимационного кино ASIFA-Hollywood за свой пожизненный вклад в области анимации. Премию вручил его давний друг и коллега Уолтер Ланц. Джероними также был посмертно назван легендой Диснея 14 июля 2017 года.
Джероними умер 24 апреля 1989 года в своём доме в Ньюпорт-Бич, Калифорния, в возрасте 87 лет.

## Фильмография
| Год  |    | Русское название                    | Оригинальное название                  | Роль                                                                  |
| ---- | -- | ----------------------------------- | -------------------------------------- | --------------------------------------------------------------------- |
| 1941 | мф | Дамбо                               | Dumbo                                  | помощник режиссёра (в титрах не указан)                               |
| 1942 | мф | Бэмби                               | Bambi                                  | режиссёр (в титрах не указан)                                         |
| 1944 | мф | Три кабальеро                       | The Three Caballeros                   | режиссёр                                                              |
| 1946 | мф | Сыграй мою музыку!                  | Make Mine Music!                       | режиссёр (сегменты «Петя и волк» и «Кит, который хотел петь в опере») |
| 1948 | мф | Время мелодий                       | Melody Time                            | режиссёр (сегменты «Жабёнок», «Пеняй на самбу» и «Пекос Билл»)        |
| 1949 | мф | Приключения Икабода и мистера Тоада | The Adventures of Ichabod and Mr. Toad | режиссёр                                                              |
| 1950 | мф | Золушка                             | Cinderella                             | режиссёр                                                              |
| 1951 | мф | Алиса в Стране чудес                | Alice in Wonderland                    | режиссёр                                                              |
| 1953 | мф | Питер Пэн                           | Peter Pan                              | режиссёр                                                              |
| 1955 | мф | Леди и Бродяга                      | Lady and the Tramp                     | режиссёр                                                              |
| 1959 | мф | Спящая красавица                    | Sleeping Beauty                        | режиссёр                                                              |
| 1961 | мф | Сто один далматинец                 | One Hundred and One Dalmatians         | режиссёр                                                              |